# Rémy Cazals
Rémy Cazals, né le 7 mars 1942 à Mazamet (Tarn), est un historien français. Professeur émérite d'histoire contemporaine à l'université Toulouse-Jean-Jaurès, il est à l'origine de nombreux écrits sur sa ville natale de Mazamet.

## Biographie
Après avoir obtenu l'agrégation d'histoire en 1968, il soutient en 1974 sa thèse de doctorat : Le mouvement ouvrier à Mazamet au début du XXe siècle (1903-1914) sous la direction de Rolande Trempé. Il travaille sur la mémoire populaire, l'histoire ouvrière et les guerres.
Il est président du Collectif de recherche international et de débat sur la guerre de 1914–1918. À ce titre, il remet en cause les conclusions de l'école de Péronne, en particulier celle avancée par Stéphane Audoin-Rouzeau et Annette Becker sur le « consentement patriotique » de la société française au moment de la Première Guerre mondiale.

## Publications
- Préface à Les Carnets de guerre de Louis Barthas, tonnelier, 1914-1918, Paris, Maspero, 1978 ; puis Paris, Éditions La Découverte, 1997 et 2003.
- Les Révolutions industrielles à Mazamet, 1750-1900, Paris, La Découverte-Maspero/Privat, 1983, prix de Joest de l'Académie française 1984.
- (dir. avec Daniel Fabre), Les Audois. Dictionnaire biographique, Association des Amis des Archives de l'Aude, Fédération Audoise des Œuvres Laïques, Société d'études scientifiques de l'Aude, Carcassonne, 1990  (ISBN 2-906442-07-0).
- Histoire de Castres, Mazamet, La Montagne, Privat, 1992
- Présentation et notes à Les carnets de guerre de Gustave Folcher, paysan languedocien, 1939-1945, Paris, Maspero, 1981; puis Paris, La Découverte/Poche, 2000.
- 14-18, le cri d'une génération, Privat, 2003.
- (Présentation et notes avec Nicolas Offenstadt), « Si je reviens comme je l'espère » : Lettres du front et de l'arrière, 1914-1918, Grasset, 2003.
- Lettres de réfugiées. Le Réseau Borieblanque : des étrangères dans la France de Vichy, Tallandier, 2004.
- La Grande Guerre : Pratiques et expériences par R. Cazals, Emmanuelle Picard, Denis Rolland, et Collectif Privat, 2005.
- Frères de tranchées (Malcolm Brown, Rémy Cazals, Olaf Mueller ; Marc Ferro, dir.), Perrin, Paris, 2005, 268 p. – 8 p. de pl.  (ISBN 2-262-02159-7)
- Cinq siècles de travail de la laine. Mazamet 1500-2000, éditions Midi-Pyrénées, 2010
- "14-18 Vivre et mourir dans les tranchées" par R. Cazals et André Loez, Ed. Taillandier, 2012, 297 p.
- 500 témoins de la Grande Guerre. Ouvrage collectif dirigé par Rémy Cazals. Éditions midi-pyrénéennes, Edhisto, 2013.
- Préface à Saleté de guerre, 1916-1917, Éditions Ampelos, 2015.